# تورکمندامی، تاشوا
تورکمندامی، تاشوا (به لاتین: Türkmendamı, Taşova) یک منطقهٔ مسکونی در ترکیه است که در تاشوا واقع شده‌است.